# Ophionereis
Genre
Ophionereis est un genre d'ophiures de la famille des Ophionereididae.

## Liste d'espèces
Selon World Register of Marine Species (22 janvier 2014) :

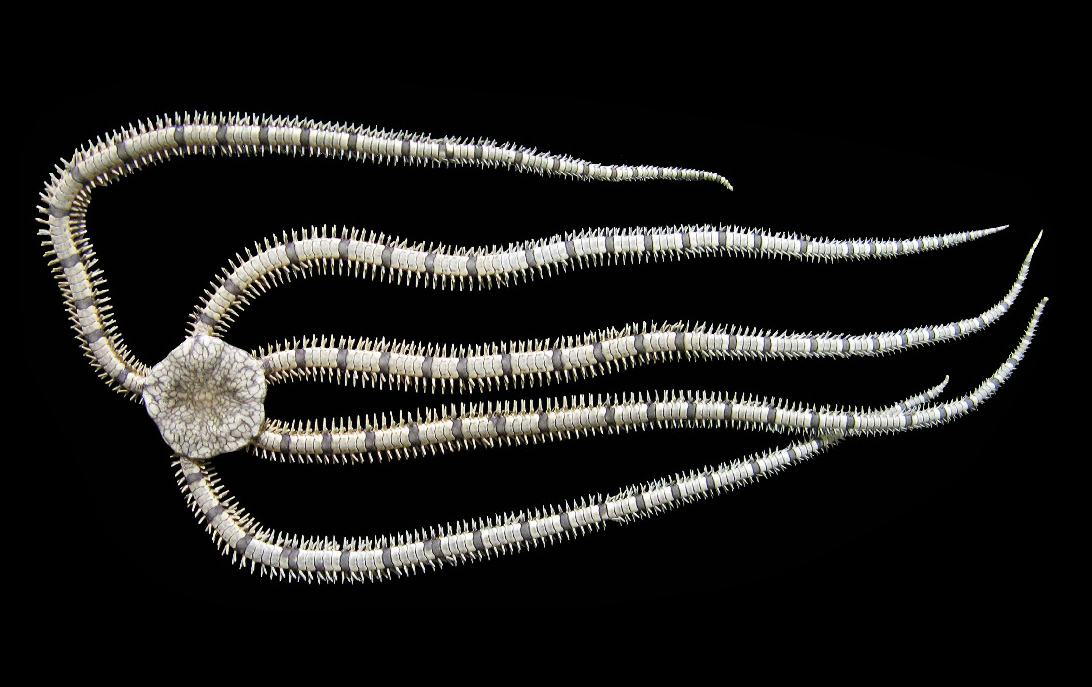
Ophionereis reticulata

- Ophionereis albomaculata E. A. Smith, 1877
- Ophionereis amphilogus (Ziesenhenne, 1940)
- Ophionereis andamanensis James, 1982
- Ophionereis annulata (Le Conte, 1851)
- Ophionereis australis (H.L. Clark, 1923)
- Ophionereis commutabilis Bribiesca-Contreras, Pineda-Enríquez, Márquez-Borrás, Solís-Marín, Verbruggen, Hugall & O'Hara, 2019
- Ophionereis degeneri (A.H. Clark, 1949)
- Ophionereis diabloensis Hendler, 2002
- Ophionereis dolabriformis John & A.M. Clark, 1954
- Ophionereis eurybrachiplax H.L. Clark, 1911
- Ophionereis fasciata Hutton, 1872
- Ophionereis fusca Brock, 1888
- Ophionereis hexactis H.L. Clark, 1938
- Ophionereis intermedia A.M. Clark, 1953
- Ophionereis lineata H.L. Clark, 1946
- Ophionereis novaezelandiae Mortensen, 1936
- Ophionereis olivacea H.L. Clark, 1900
- Ophionereis perplexa Ziesenhenne, 1940
- Ophionereis porrecta Lyman, 1860
- Ophionereis reticulata (Say, 1825)
- Ophionereis sasakii A.M. Clark, 1953
- Ophionereis schayeri (Müller & Troschel, 1844)
- Ophionereis semoni (Döderlein, 1896)
- Ophionereis sexradia Mortensen, 1936
- Ophionereis squamulosa Koehler, 1914
- Ophionereis sykesi O'Hara & Harding, 2015
- Ophionereis thryptica (Murakami, 1943)
- Ophionereis tigris H.L. Clark, 1938
- Ophionereis variegata Duncan, 1879
- Ophionereis vittata Hendler, 1995
- Ophionereis vivipara Mortensen, 1933

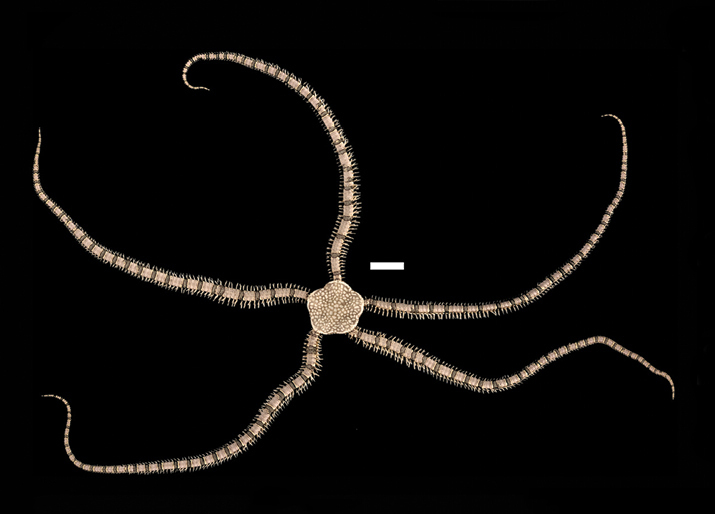
Ophionereis annulata
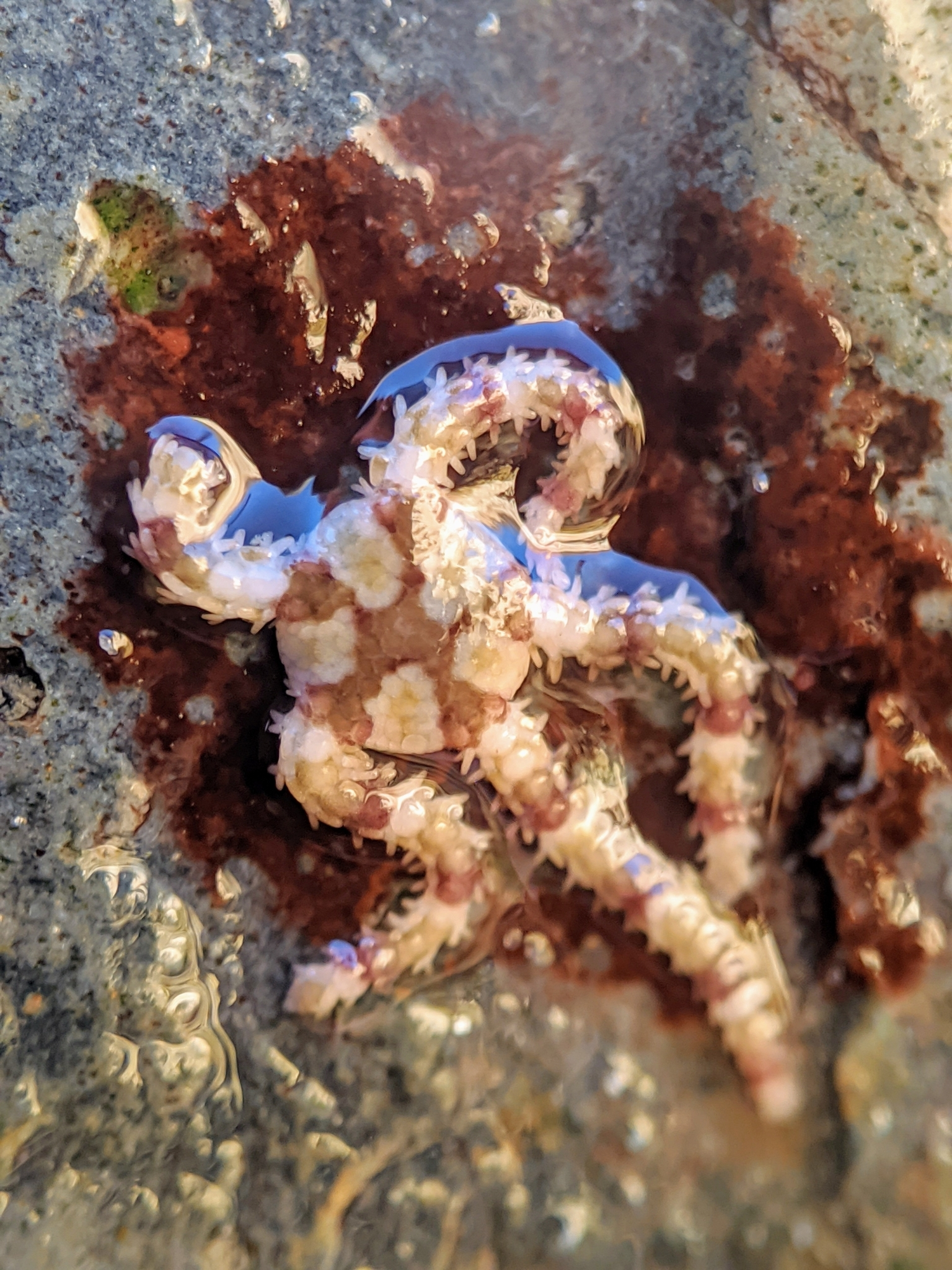
Ophionereis diabloensis
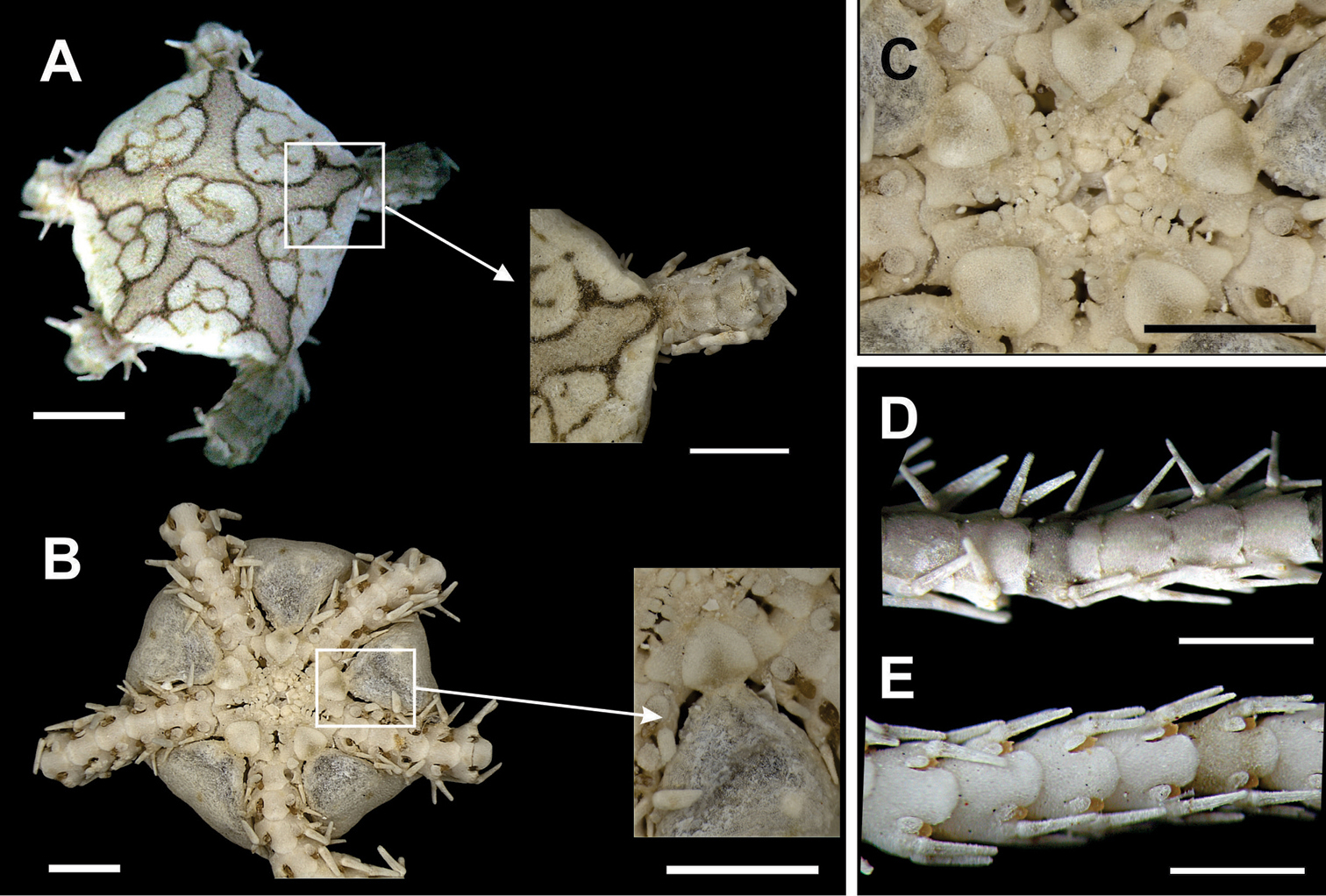
Ophionereis dolabriformis
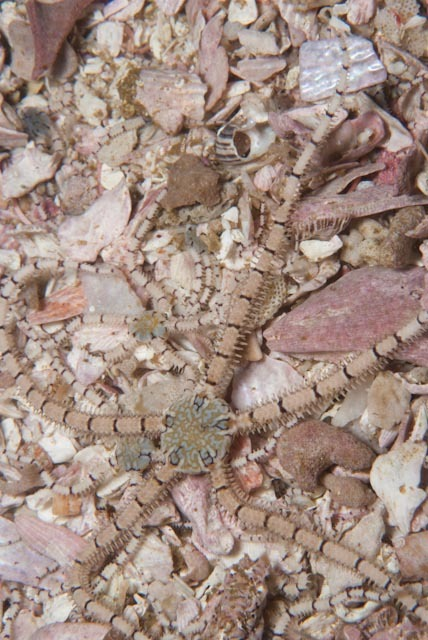
Ophionereis dubia
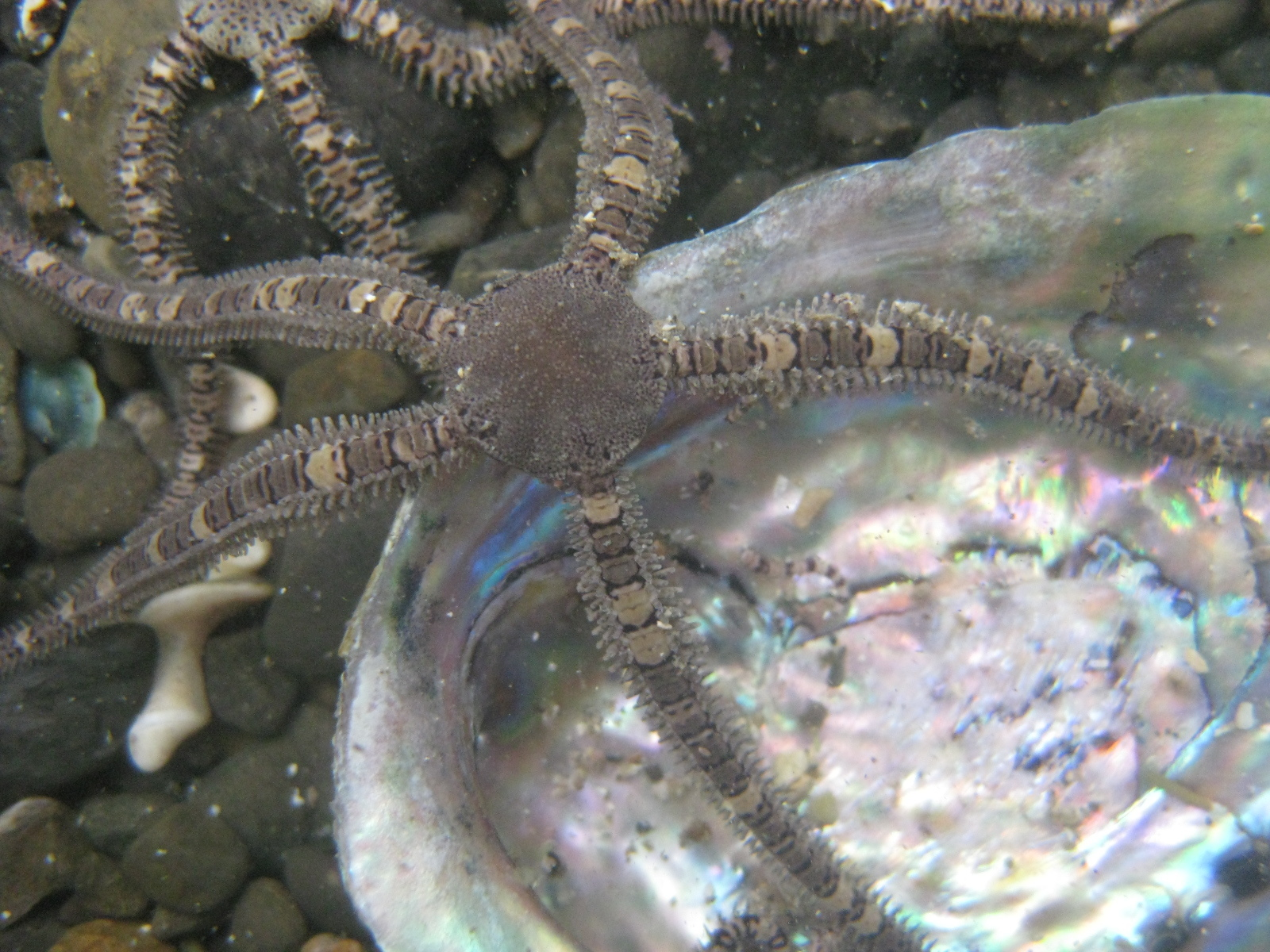
Ophionereis fasciata
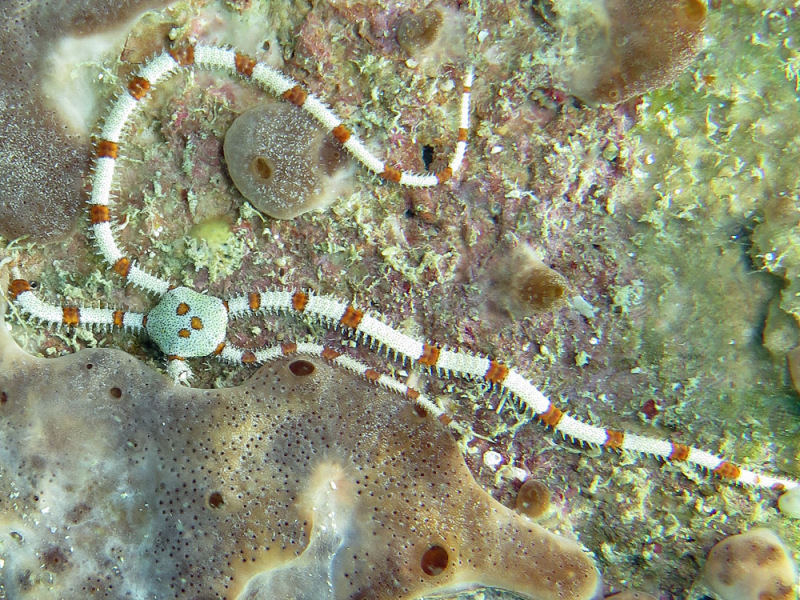
Ophionereis cf. fusca
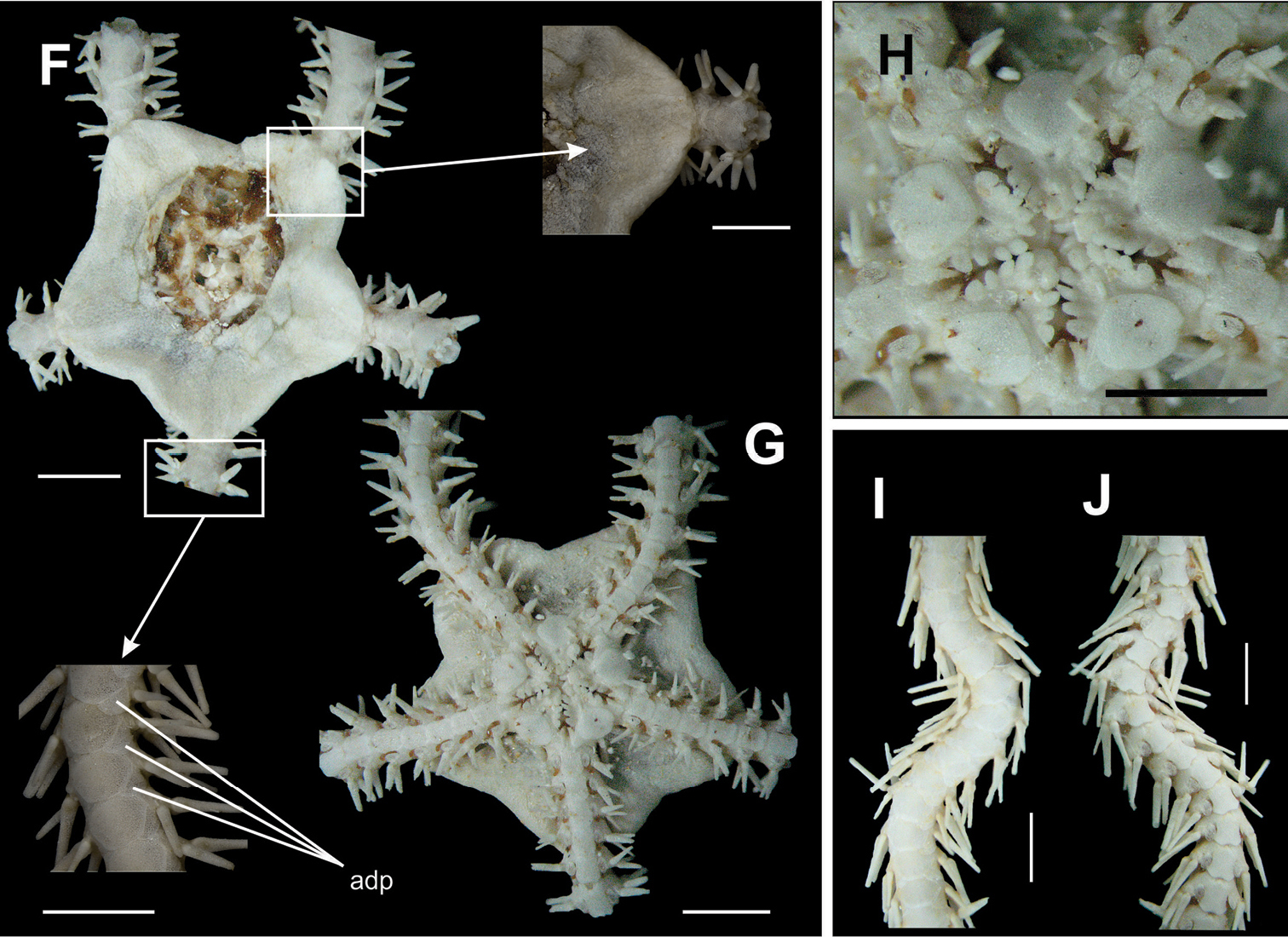
Ophionereis olivacea
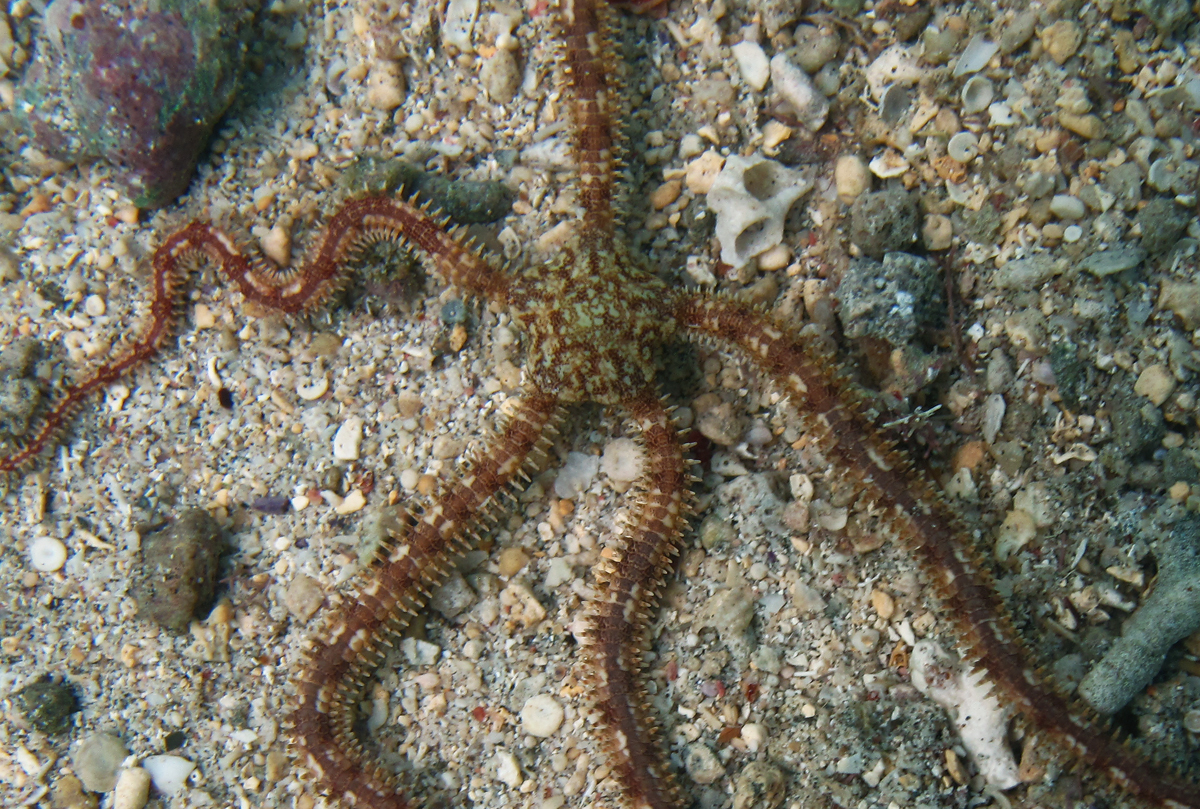
Ophionereis porrecta
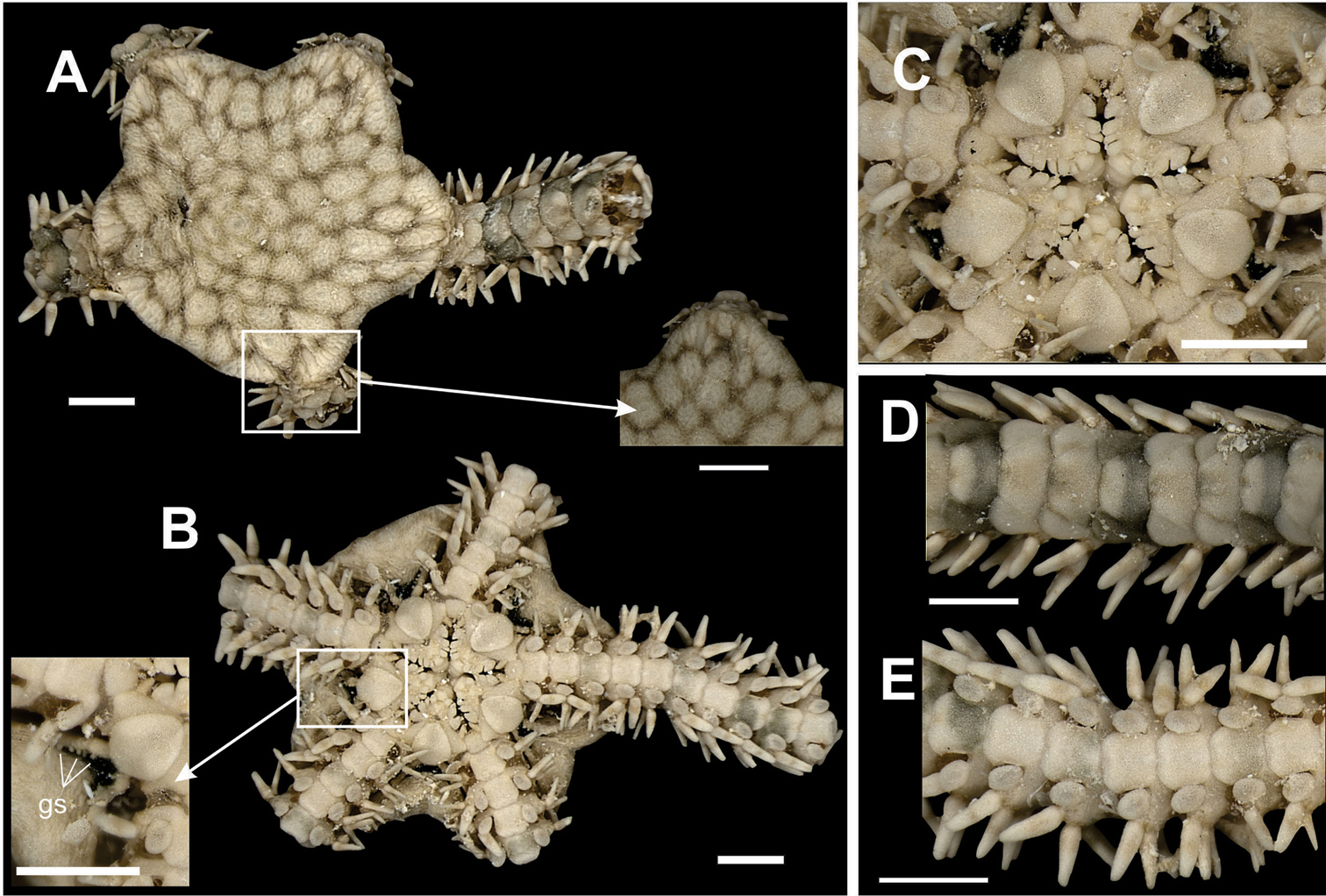
Ophionereis reticulata
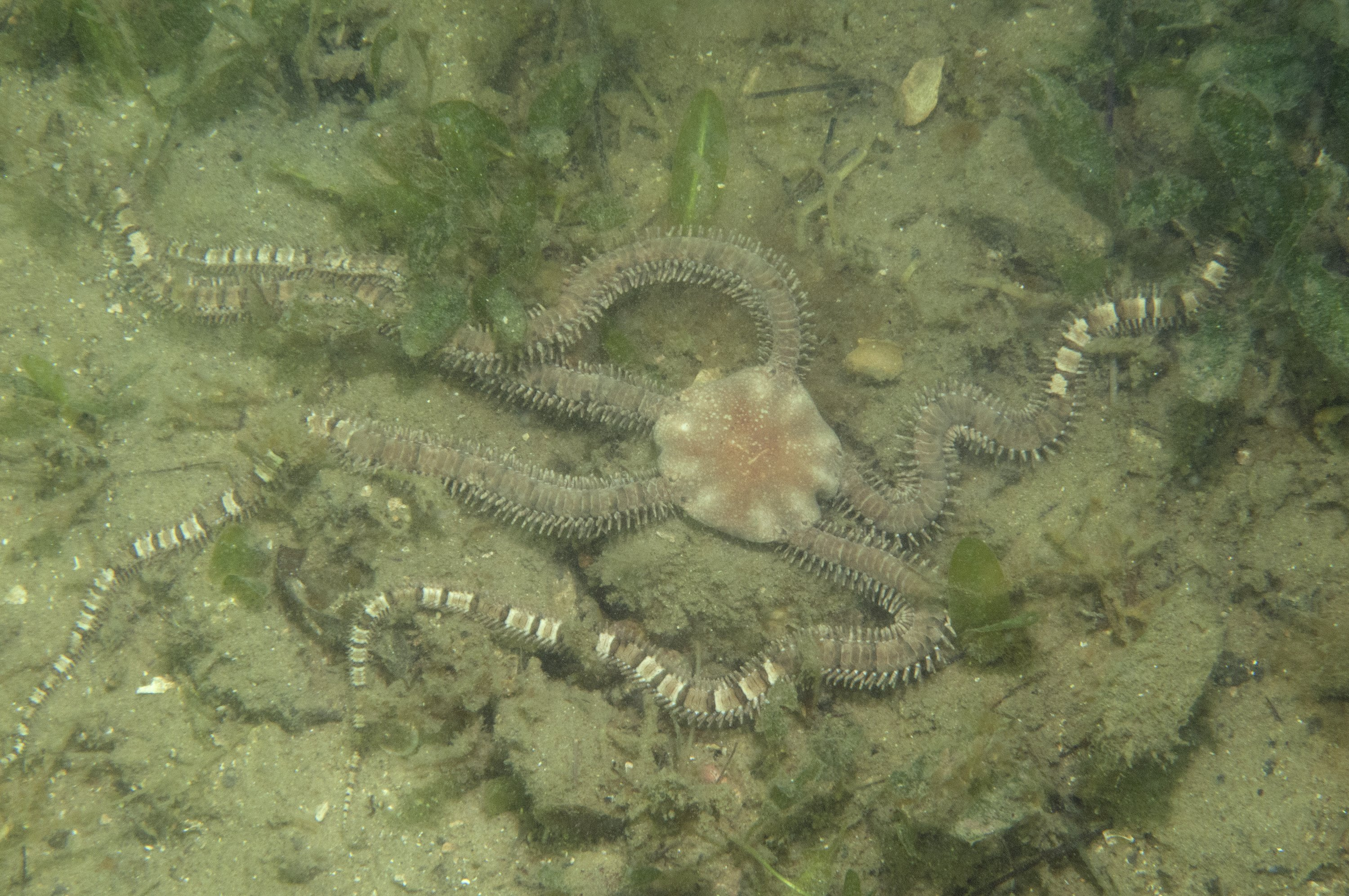
Ophionereis schayeri
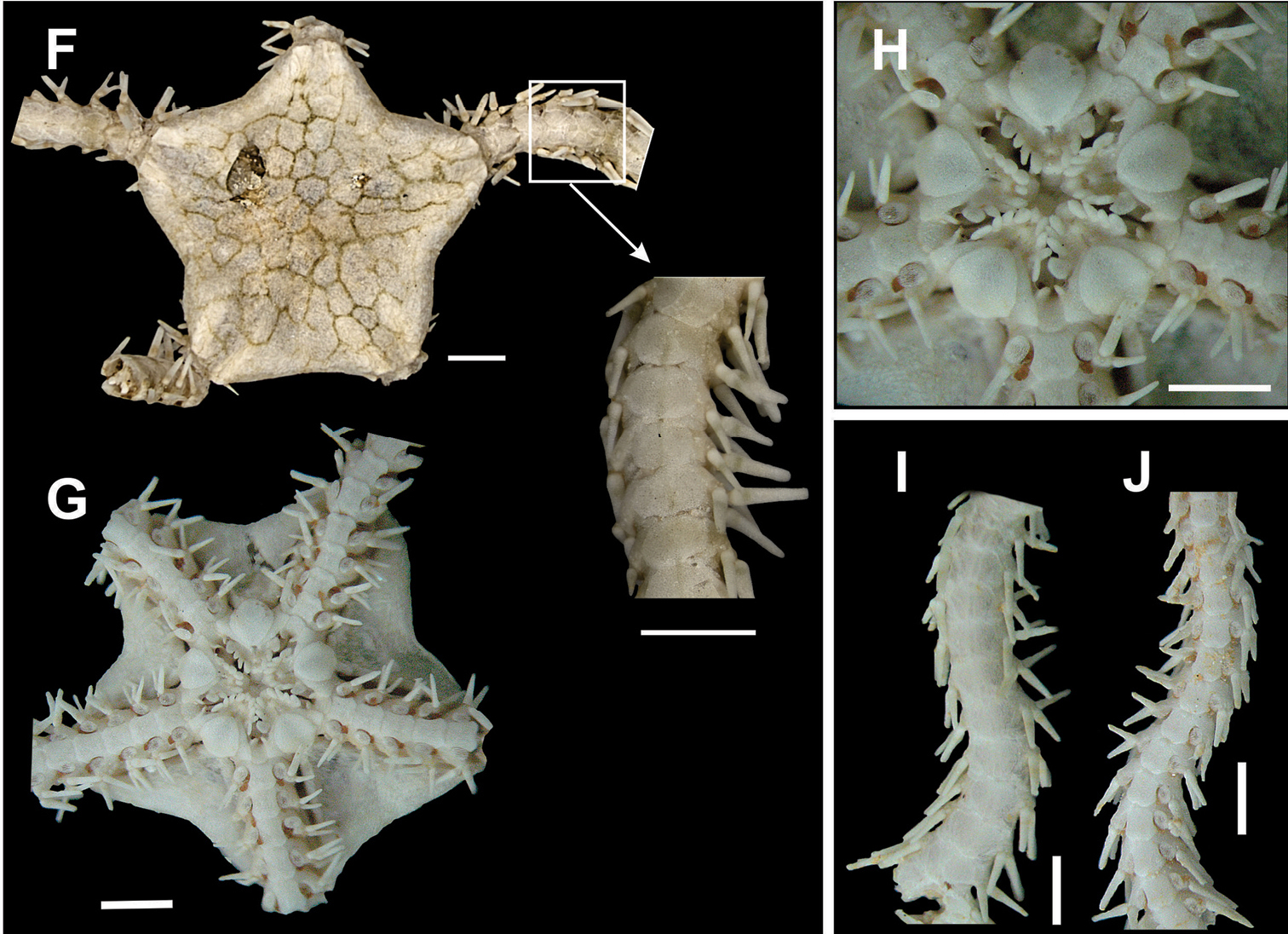
Ophionereis squamulosa
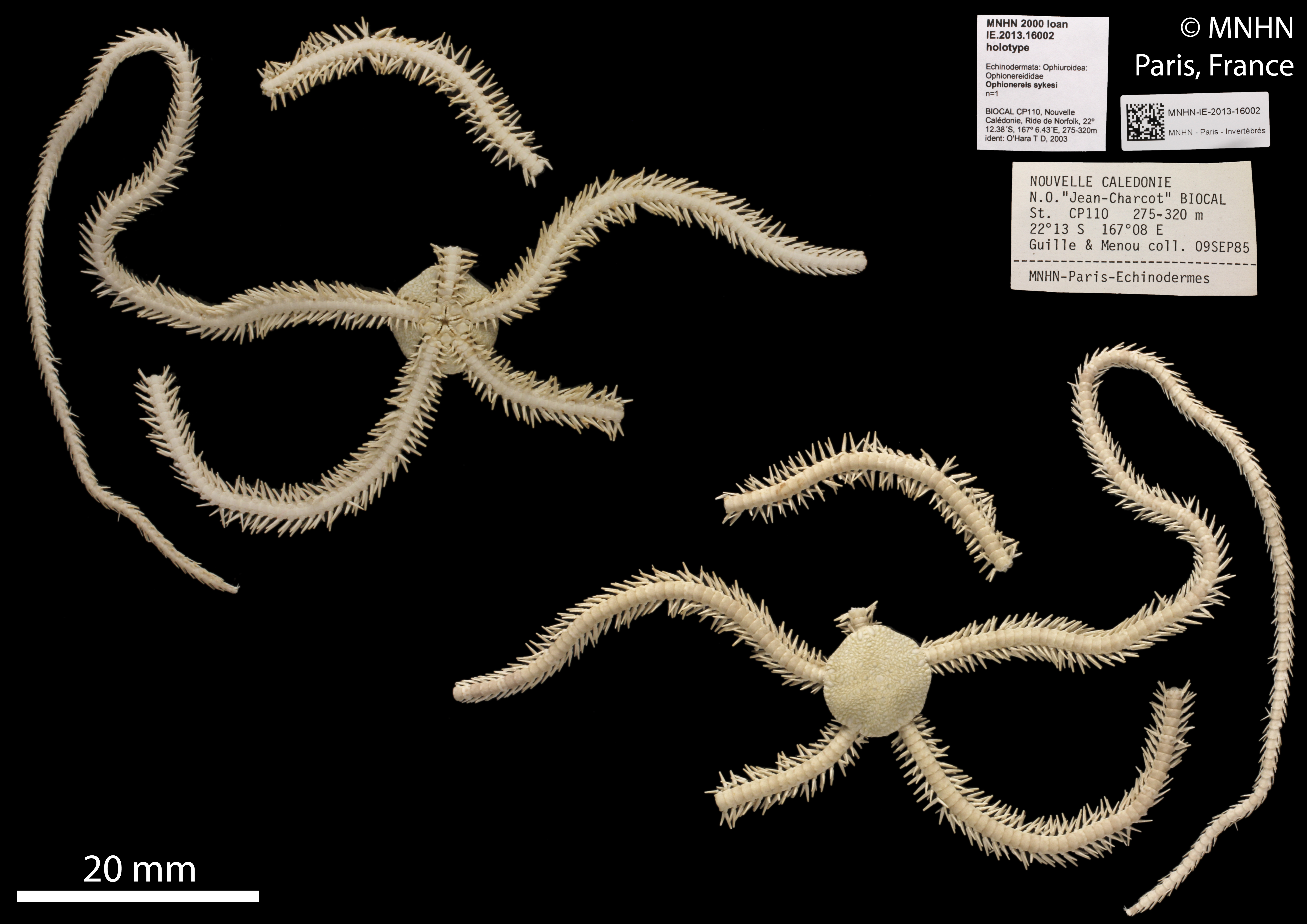
Ophionereis sykesi
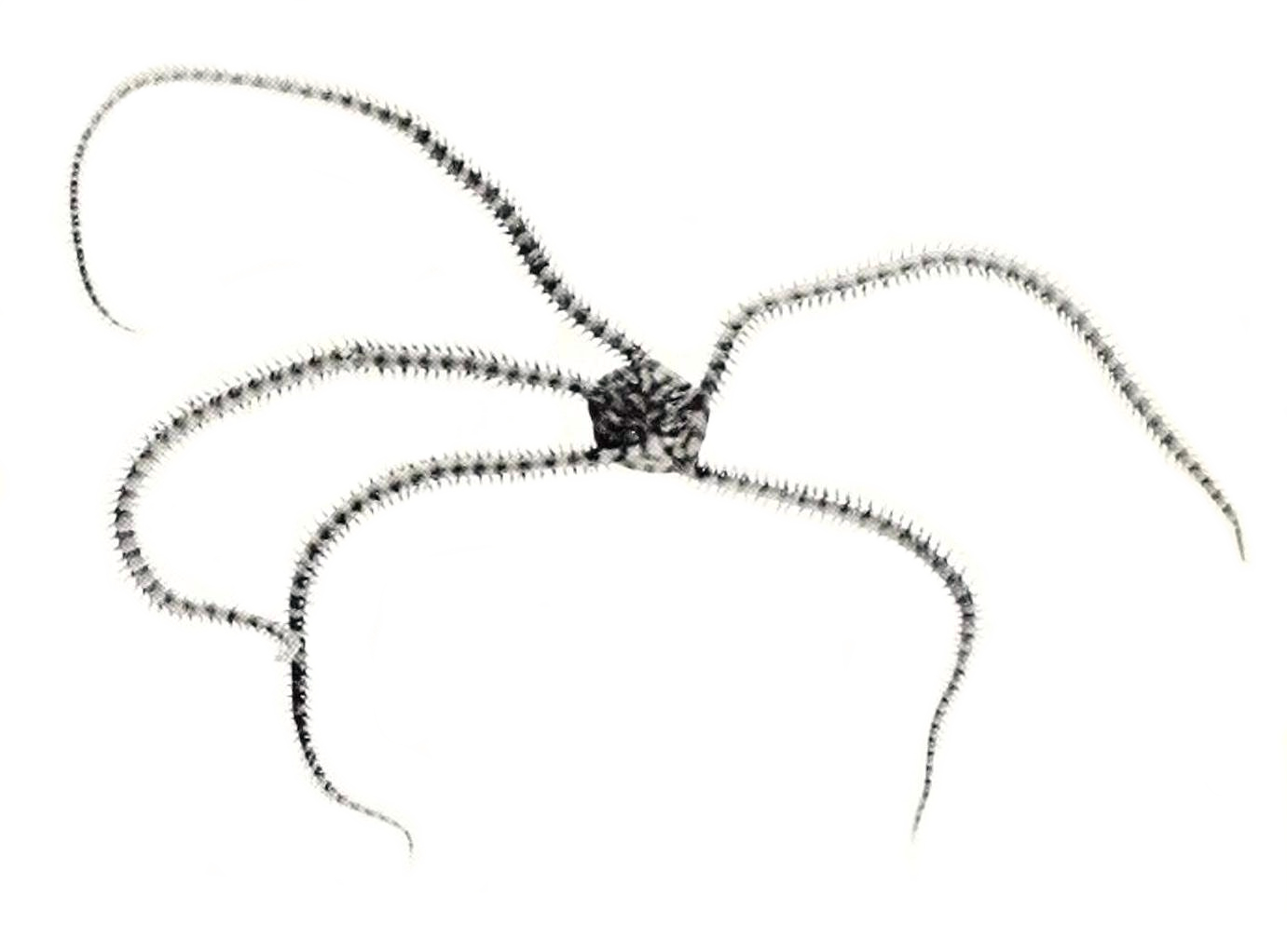
Ophionereis tigris